# Ministre-président de Hesse
Le ministre-président de Hesse (en allemand : Ministerpräsident von Hessen) est le chef du gouvernement du Land de Hesse.

## Historique des titulaires
| Nom          | Nom               | Parti | Dates                                                            | Cabinets  | Majorité       |
| ------------ | ----------------- | ----- | ---------------------------------------------------------------- | --------- | -------------- |
| Grande-Hesse |                   |       |                                                                  |           |                |
|              | Karl Geiler       | Ind.  | 16 octobre 1945 – 30 novembre 1946 (1 an, 1 mois et 14 jours)    | Geiler    | Pas d'élection |
| Hesse        |                   |       |                                                                  |           |                |
|              | Christian Stock   | SPD   | 20 décembre 1946 – 14 décembre 1950 (3 ans, 11 mois et 24 jours) | Stock     | 66 / 90        |
|              | Georg August Zinn | SPD   | 14 décembre 1950 – 3 octobre 1969 (18 ans, 9 mois et 19 jours)   | Zinn I    | 47 / 80        |
| Zinn II      | Georg August Zinn | SPD   | 14 décembre 1950 – 3 octobre 1969 (18 ans, 9 mois et 19 jours)   | 51 / 96   |                |
| Zinn III     | Georg August Zinn | SPD   | 14 décembre 1950 – 3 octobre 1969 (18 ans, 9 mois et 19 jours)   | 55 / 96   |                |
| Zinn IV      | Georg August Zinn | SPD   | 14 décembre 1950 – 3 octobre 1969 (18 ans, 9 mois et 19 jours)   | 57 / 96   |                |
| Zinn V       | Georg August Zinn | SPD   | 14 décembre 1950 – 3 octobre 1969 (18 ans, 9 mois et 19 jours)   | 52 / 96   |                |
|              | Albert Osswald    | SPD   | 3 octobre 1969 – 3 octobre 1976 (7 ans)                          | Osswald I | 47 / 80        |
| Osswald II   | Albert Osswald    | SPD   | 3 octobre 1969 – 3 octobre 1976 (7 ans)                          | 64 / 110  |                |
| Osswald III  | Albert Osswald    | SPD   | 3 octobre 1969 – 3 octobre 1976 (7 ans)                          | 57 / 110  |                |
|              | Holger Börner     | SPD   | 12 octobre 1976 – 23 avril 1987 (10 ans, 6 mois et 11 jours)     | 57 / 110  | Börner I       |
| Börner II    | Holger Börner     | SPD   | 12 octobre 1976 – 23 avril 1987 (10 ans, 6 mois et 11 jours)     | 57 / 110  |                |
| Börner III   | Holger Börner     | SPD   | 12 octobre 1976 – 23 avril 1987 (10 ans, 6 mois et 11 jours)     | 58 / 110  |                |
|              | Walter Wallmann   | CDU   | 23 avril 1987 – 5 avril 1991 (3 ans, 11 mois et 13 jours)        | Wallmann  | 56 / 110       |
|              | Hans Eichel       | SPD   | 5 avril 1991 – 7 avril 1999 (8 ans et 2 jours)                   | Eichel I  | 56 / 110       |
| Eichel II    | Hans Eichel       | SPD   | 5 avril 1991 – 7 avril 1999 (8 ans et 2 jours)                   | 57 / 110  |                |
|              | Roland Koch       | CDU   | 7 avril 1999 – 31 août 2010 (11 ans, 4 mois et 24 jours)         | Koch I    | 56 / 110       |
| Koch II      | Roland Koch       | CDU   | 7 avril 1999 – 31 août 2010 (11 ans, 4 mois et 24 jours)         | 56 / 110  |                |
| Koch III     | Roland Koch       | CDU   | 7 avril 1999 – 31 août 2010 (11 ans, 4 mois et 24 jours)         | 66 / 118  |                |
|              | Volker Bouffier   | CDU   | 31 août 2010 – 31 mai 2022 (11 ans et 9 mois)                    | 66 / 118  | Bouffier I     |
| Bouffier II  | Volker Bouffier   | CDU   | 31 août 2010 – 31 mai 2022 (11 ans et 9 mois)                    | 61 / 110  |                |
| Bouffier III | Volker Bouffier   | CDU   | 31 août 2010 – 31 mai 2022 (11 ans et 9 mois)                    | 69 / 137  |                |
|              | Boris Rhein       | CDU   | Depuis le 31 mai 2022 (2 ans, 9 mois et 18 jours)                | 69 / 137  | Rhein          |